# Fédération du Vietnam de football
La Fédération du Viêt Nam de football (en vietnamien : Liên Đoàn Bóng Đá Việt Nam), est une association regroupant les clubs de football du Viêt Nam et organisant les compétitions nationales et les matchs internationaux de la sélection du Viêt Nam.
La fédération nationale du Viêt Nam est fondée en 1962. Elle est affiliée à la FIFA depuis 1964 et est membre de l'AFC depuis 1964 également,, 1964 (North Vietnam),,.
La VFF est actuellement membre de la Fédération Internationale de Football Association (FIFA), de l'Asian Football Confederation (AFC) et son siège social est situé dans la rue Lê Quang Đạo, quartier Mỹ Đình 1, district Nam Từ Liêm, Hanoi.

## Histoire
En 1960, l'Association vietnamienne de football a été créée dans le Nord. Son premier président, Hà Đăng Ấn, chef du Département des Chemins de Fer et ancienne star du football. Dans le Sud, sous le contrôle de la République du Vietnam, une association similaire a également été fondée pour administrer les activités de football dans le Sud.
Le football est pratiqué au Vietnam depuis le début du XXe siècle, cependant, en raison de la guerre, il n'a pas été développé en tant que mouvement. En raison de la division du Vietnam, le football était pratiqué différemment dans les deux parties du pays jusqu'en 1975.
En 1989, à la suite des réformes du Đổi Mới, le sport vietnamien a commencé à revenir aux événements internationaux. Après trois mois de préparation, en août 1989, le premier Congrès de la nouvelle fédération de football a eu lieu à Hanoï, déclarant la Fédération vietnamienne de football. Trịnh Ngọc Chữ, vice-ministre du Département général des Sports, a été élu président de la VFF et Lê Thế Thọ a été nommé secrétaire général.